# Univerziáda

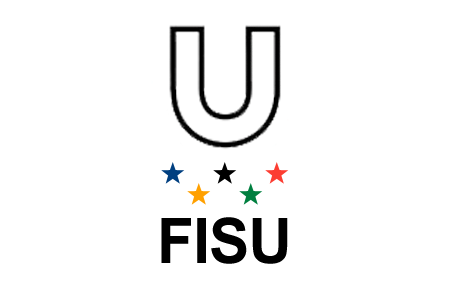
Logo Univerziády

Univerziáda (Světové studentské hry i Světové univerzitní hry) je mezinárodní vysokoškolská sportovní událost. Hlavní organizátorem her je Mezinárodní federace univerzitního sportu (International University Sports Federation – FISU). Pro soutěž platí věkové omezení, sportovci nesmí být více než 26 let staří a důležitá je jeho akademická příslušnost. Jméno je kombinací slov „Univerzita“ a „Olympiáda“.
Od roku 1959 se pořádají letní univerziády od roku 1960 pak univerziády zimní. Od roku 1981 se konají letní i zimní hry vždy ve stejný rok. Program univerziád je velmi podobný s programem olympijských her.

## Historie
Historie této soutěže se začala psát již na začátku 20. let 20. století. V roce 1923 zorganizoval tehdejší Sportovní výbor mezinárodní konfederace studentů tzv. „Světové univerzitní hry“ (International Universities Championship) v Paříži pod záštitou (Union Nationale des Étudiants de France – UNEF). Prvého ročníku se zúčastnilo deset zemí a program byl sestaven jen z atletických disciplín. Do roku 1939 bylo uspořádáno nejen dalších osm letních, ale také šest zimních celosvětových akcí. Ženy se mohly soutěží zúčastnit poprvé v roce 1930 v německém Darmstadtu.
Druhá světová válka neumožnila konání dalších ročníků. V roce 1946 vznikl v Praze Mezinárodní svaz studentstva (MSS) a o rok později tento svaz zorganizoval devátý ročník světových univerzitních her v Paříži. Osmý ročník zimních světových univerzitních her se pak konal v Davosu. Rok 1948 přinesl organizační rozštěpení především z politických a mocenských důvodů. Tento fakt vedl ke vzniku Mezinárodní federace univerzitního sportu (FISU). V letech 1949 – 1956 organizovaly MSS a FISU mezinárodní soutěže odděleně.
Poprvé se oficiální název „univerziáda“ objevil v roce 1959, kdy se konaly letní hry v italském Turíně.
Kvůli opatřením proti covidu-19 byla zrušena zimní univerziáda v roce 2021 ve Švýcarsku. Letní univerziáda v Číně byla přesunuta z roku 2021 na rok 2023.

## Přehled univerziád
Letní univerziády :
- 1959 –  Itálie, Turín
- 1961 –  Bulharsko, Sofie
- 1963 –  Brazílie, Porto Alegre
- 1965 –  Maďarsko, Budapešť
- 1967 –  Japonsko, Tokio
- 1970 –  Itálie, Turín
- 1973 –  Sovětský svaz, Moskva
- 1975 –  Itálie, Řím
- 1977 –  Bulharsko, Sofie
- 1979 –  Mexiko, Ciudad de México
- 1981 –  Rumunsko, Bukurešť
- 1983 –  Kanada, Edmonton
- 1985 –  Japonsko, Kóbe
- 1987 –  Jugoslávie, Záhřeb
- 1989 –  Německo, Duisburg
- 1991 –  Spojené království, Sheffield
- 1993 –  Spojené státy americké, Buffalo
- 1995 –  Japonsko, Fukuoka
- 1997 –  Itálie, Sicílie
- 1999 –  Španělsko, Palma de Mallorca
- 2001 –  Čína, Peking
- 2003 –  Jižní Korea, Tegu
- 2005 –  Turecko, İzmir
- 2007 –  Thajsko, Bangkok
- 2009 –  Srbsko, Bělehrad
- 2011 –  Čína, Šen-čen
- 2013 –  Rusko, Kazaň
- 2015 –  Jižní Korea, Kwangdžu
- 2017 –  Tchaj-wan, Tchaj-pej
- 2019 –  Itálie, Neapol
- 2023 –  Čína, Čcheng-tu (přesunuto z roku 2021)
- 2023 –  Rusko, Jekatěrinburg (zrušeno)
- 2025 –  Německo, Porýní-Porúří
- 2027 –  Jižní Korea, Čchungčchong
- 2029 –  USA, Research Triangle

Zimní univerziády :
- 1960 –  Francie, Chamonix
- 1962 –  Švýcarsko, Villars
- 1964 –  Československo, Špindlerův Mlýn
- 1966 –  Itálie, Sestriere
- 1968 –  Rakousko, Innsbruck
- 1970 –  Finsko, Rovaniemi
- 1972 –  Spojené státy americké, Lake Placid
- 1975 –  Itálie, Livigno
- 1978 –  Československo, Špindlerův Mlýn
- 1981 –  Španělsko, Jaca
- 1983 –  Bulharsko, Sofie
- 1985 –  Itálie, Belluno
- 1987 –  Československo, Štrbské Pleso
- 1989 –  Bulharsko, Sofie
- 1991 –  Japonsko, Sapporo
- 1993 –  Polsko, Zakopane
- 1995 –  Španělsko, Jaca
- 1997 –  Jižní Korea, Muju
- 1999 –  Slovensko, Poprad
- 2001 –  Polsko, Zakopane
- 2003 –  Itálie, Tarvisio
- 2005 –  Rakousko, Innsbruck
- 2007 –  Itálie, Turín
- 2009 –  Čína, Charbin
- 2011 –  Turecko, Erzurum
- 2013 –  Itálie, Trento
- 2015 –  Španělsko, Granada /  Slovensko, Štrbské Pleso , Osrblie
- 2017 –  Kazachstán, Almaty
- 2019 –  Rusko, Krasnojarsk
- 2021 –  Švýcarsko, Lucern (zrušeno)
- 2023 –  USA, Lake Placid
- 2025 –  Itálie, Turín

## Abecední seznam sportů
Letní univerziáda se skládá z dvanácti povinných sportů, hostitelská země může dále určit několik dalších volitelných sportů. V roce 2007 na letních hrách v Bangkoku byly mezi dalšími sporty badminton, golf, softball a taekwondo.
Na zimní univerziádě je povinně osm sportovních odvětví, hostitelská země si navíc může určit další tři zvolené sporty. V roce 2007 v Turíně byly mezi dalšími sporty běh na lyžích, short track a skoky na lyžích.

### Letní univerziáda
- Atletika
- Basketbal
- Fotbal
- Gymnastika (sportovní a moderní)
- Judo
- Lukostřelba
- Plavání
- Skoky do vody
- Stolní tenis
- Šerm
- Tenis
- Vodní pólo
- Volejbal
- Vzpírání (od 2011)

### Zimní univerziáda
- Alpské lyžování
- Biatlon
- Curling
- Krasobruslení
- Lední hokej
- Lyžařský orientační běh
- Rychlobruslení
- Severská kombinace
- Snowboarding